# Sebes Gusztáv
Sebes Gusztáv, született: Scharenpeck Gusztáv (Budapest, 1906. január 22.  – Budapest, 1986. január 30.) labdarúgó, edző, az Aranycsapat szövetségi kapitánya.

## Pályafutása

### Játékosként
Sebes Gusztáv a Haladásban kezdett futballozni 1919-ben, majd 1940-ig tartó pályafutása során szerepelt a Vasasban, az egy időben a Hungária FC nevet viselő MTK-ban, s a kék-fehérek tagjaként három bajnoki címet is nyert. 1936-ban egy találkozón pályára lépett a magyar válogatottban. Játszott Franciaországban is: 1925-26-ban a Sauvages Nomades, 1926-27-ben pedig a Club Olympique Billancourt labdarúgója volt. 1927-ben fél évet a nagyhírű budai gyárban /MOM/ revolver padon dolgozott. Ez idő alatt a vállalat csapatát erősítette. Itt játékostársa volt Toldi Géza.

### Edzőként
Legeredményesebb kapitányunk 1940-ben a Szentlőrinci AC trénereként kezdte nagyszerű edzői pályafutását. 1968-ig szakvezetője illetve szakmai tanácsadója volt a Budafok, az Újpesti Dózsa, a Honvéd és a DVTK együttesének is. 1945-től 1949-ig a magyar válogatott edzője, 1949-től 1956-ig pedig szövetségi kapitánya volt. Irányításával nemzeti együttesünk 1952-ben olimpiai bajnok lett Helsinkiben, az 1954-es svájci világbajnokságon pedig ezüstérmet szerzett. A sporttörténelembe talán 1953-ban Londonban, az évszázad mérkőzésén írta be nevét kitörölhetetlenül: az általa vezetett Aranycsapat 6:3-ra győzte le az addig a verhetetlennek hitt angolokat. A Moszkva válogatottja ellen vívott két találkozót is beleszámítva összesen 69 mérkőzésen irányította nemzeti tizenegyünket, nála csak Baróti Lajos (117 meccs) és Marco Rossi dirigálta többször a magyar válogatottat.

### Sportvezetőként
1946 decemberében megválasztották a magyar labdarúgó edzőtestület elnökének.
1948 áprilisától 1960-ig a Magyar Olimpiai Bizottság (MOB) elnökeként dolgozott. 1954-ben alapító tagja volt az Európai Labdarúgó Szövetségnek (UEFA), s 1954-től 1960-ig ő volt a testület alelnöke.

## Sikerei, díjai
- Magyar Köztársasági Érdemrend ezüst fokozata (1947)[4]
- Magyar Népköztársasági Sportérdemérem arany fokozat (1951)[5]
- Munka Vörös Zászló érdemrendje (1953)[6]
- Mesteredző (1961)

## Statisztika

### Mérkőzése a válogatottban
| Magyarország | Magyarország      | Magyarország                    | Magyarország | Magyarország | Magyarország | Magyarország | Magyarország | Magyarország |
| #            | Dátum             | Helyszín                        | Hazai        | Eredmény     | Vendég       | Kiírás       | Gólok        | Esemény      |
| ------------ | ----------------- | ------------------------------- | ------------ | ------------ | ------------ | ------------ | ------------ | ------------ |
| 1.           | 1936. március 15. | Budapest, Hungária körúti pálya | Magyarország | 3 – 2        | Németország  | barátságos   | -            |              |
|              | Összesen          |                                 |              | 1            | mérkőzés     |              | 0            | gól          |

### Mérkőzései szövetségi kapitányként
| Magyarország | Magyarország         | Magyarország                        | Magyarország       | Magyarország | Magyarország  | Magyarország          | Magyarország | Magyarország |
| #            | Dátum                | Helyszín                            | Hazai              | Eredmény     | Vendég        | Kiírás                | Gólok        | Esemény      |
| ------------ | -------------------- | ----------------------------------- | ------------------ | ------------ | ------------- | --------------------- | ------------ | ------------ |
| 1.           | 1949. április 10.    | Prága                               | Csehszlovákia      | 5 – 2        | Magyarország  | Európa-kupa           | -            |              |
| 2.           | 1949. május 8.       | Újpest, Megyeri úti stadion         | Magyarország       | 6 – 1        | Ausztria      | Európa-kupa           | -            |              |
| 3.           | 1949. június 12.     | Újpest, Megyeri úti stadion         | Magyarország       | 1 – 1        | Olaszország   | Európa-kupa           | -            |              |
| 4.           | 1949. június 19.     | Stockholm, Råsunda Stadion          | Svédország         | 2 – 2        | Magyarország  | barátságos            | -            |              |
| 5.           | 1949. július 10.     | Debrecen, Nagyerdei stadion         | Magyarország       | 8 – 2        | Lengyelország | barátságos            | -            |              |
| 6.           | 1949. október 16.    | Bécs, Práter stadion                | Ausztria           | 3 – 4        | Magyarország  | barátságos            | -            |              |
| 7.           | 1949. október 30.    | Újpest, Megyeri úti stadion         | Magyarország       | 5 – 0        | Bulgária      | barátságos            | -            |              |
| 8.           | 1949. november 20.   | Újpest, Megyeri úti stadion         | Magyarország       | 5 – 0        | Svédország    | barátságos            | -            |              |
| 9.           | 1950. április 30.    | Budapest, Megyeri úti stadion       | Magyarország       | 5 – 0        | Csehszlovákia | barátságos            | -            |              |
| 10.          | 1950. május 14.      | Bécs, Práter-stadion                | Ausztria           | 5 – 3        | Magyarország  | barátságos            | -            |              |
| 11.          | 1950. június 4.      | Varsó                               | Lengyelország      | 2 – 5        | Magyarország  | barátságos            | -            |              |
| 12.          | 1950. szeptember 24. | Budapest, Megyeri úti stadion       | Magyarország       | 12 – 0       | Albánia       | barátságos            | -            |              |
| 13.          | 1950. október 29.    | Budapest, Megyeri úti stadion       | Magyarország       | 4 – 3        | Ausztria      | barátságos            | -            |              |
| 14.          | 1950. november 12.   | Szófia, Narodna Armija-stadion      | Bulgária           | 1 – 1        | Magyarország  | barátságos            | -            |              |
| 15.          | 1951. május 27.      | Budapest, Megyeri úti stadion       | Magyarország       | 6 – 0        | Lengyelország | barátságos            | -            |              |
| 16.          | 1951. október 14.    | Vitkovice                           | Csehszlovákia      | 1 – 2        | Magyarország  | barátságos            | -            |              |
| 17.          | 1951. november 18.   | Budapest, Megyeri úti stadion       | Magyarország       | 8 – 0        | Finnország    | barátságos            | -            |              |
| 18.          | 1952. május 18.      | Budapest, Üllői úti stadion         | Magyarország       | 5 – 0        | NDK           | barátságos            | -            |              |
| 19.          | 1952. május 24.      | Moszkva, Dinamo-stadion             | Moszkva-válogatott | 1 – 1        | Magyarország  | barátságos            | -            |              |
| 20.          | 1952. május 27.      | Moszkva, Dinamo-stadion             | Moszkva-válogatott | 2 – 1        | Magyarország  | barátságos            | -            |              |
| 21.          | 1952. június 15.     | Varsó, CWKS-stadion                 | Lengyelország      | 1 – 5        | Magyarország  | barátságos            | -            |              |
| 22.          | 1952. június 22.     | Helsinki, Olimpiai Stadion          | Finnország         | 1 – 6        | Magyarország  | barátságos            | -            |              |
| 23.          | 1952. július 15.     | Turku, Kupittaa stadion (FIN)       | Románia            | 1 – 2        | Magyarország  | olimpiai selejtező    | -            |              |
| 24.          | 1952. július 21.     | Helsinki, Pallokenttä stadion (FIN) | Magyarország       | 3 – 0        | Olaszország   | olimpiai nyolcaddöntő | -            |              |
| 25.          | 1952. július 24.     | Kotka, Kotka stadion (FIN)          | Magyarország       | 7 – 1        | Törökország   | olimpiai negyeddöntő  | -            |              |
| 26.          | 1952. július 28.     | Helsinki, Olimpiai Stadion (FIN)    | Magyarország       | 6 – 0        | Svédország    | olimpiai elődöntő     | -            |              |
| 27.          | 1952. augusztus 2.   | Helsinki, Olimpiai Stadion (FIN)    | Jugoszlávia        | 0 – 2        | Magyarország  | olimpiai döntő        | -            |              |
| 28.          | 1952. szeptember 20. | Bern, Wankdorf Stadion              | Svájc              | 2 – 4        | Magyarország  | Európa-kupa           | -            |              |
| 29.          | 1952. október 19.    | Budapest, Megyeri úti stadion       | Magyarország       | 5 – 0        | Csehszlovákia | barátságos            | -            |              |
| 30.          | 1953. április 26.    | Budapest, Megyeri úti stadion       | Magyarország       | 1 – 1        | Ausztria      | barátságos            | -            |              |
| 31.          | 1953. május 17.      | Róma, Olimpiai Stadion              | Olaszország        | 0 – 3        | Magyarország  | Európa-kupa           | -            |              |
| 32.          | 1953. július 5.      | Stockholm, Råsunda Stadion          | Svédország         | 2 – 4        | Magyarország  | barátságos            | -            |              |
| 33.          | 1953. október 4.     | Prága, Hadsereg-stadion             | Csehszlovákia      | 1 – 5        | Magyarország  | barátságos            | -            |              |
| 34.          | 1953. október 4.     | Szófia, Levszki-stadion             | Bulgária           | 1 – 1        | Magyarország  | barátságos            | -            |              |
| 35.          | 1953. október 11.    | Bécs, Práter-stadion                | Ausztria           | 2 – 3        | Magyarország  | barátságos            | -            |              |
| 36.          | 1953. november 15.   | Budapest, Népstadion                | Magyarország       | 2 – 2        | Svédország    | barátságos            | -            |              |
| 37.          | 1953. november 25.   | London, Wembley Stadion             | Anglia             | 3 – 6        | Magyarország  | barátságos            | -            |              |
| 38.          | 1954. február 12.    | Kairó                               | Egyiptom           | 0 – 3        | Magyarország  | barátságos            | -            |              |
| 39.          | 1954. április 11.    | Bécs, Práter-stadion                | Ausztria           | 0 – 1        | Magyarország  | barátságos            | -            |              |
| 40.          | 1954. május 23.      | Budapest, Népstadion                | Magyarország       | 7 – 1        | Anglia        | barátságos            | -            |              |
| 41.          | 1954. június 17.     | Zürich, Hardturm stadion (SUI)      | Magyarország       | 9 – 0        | Dél-Korea     | vb-csoportkör         | -            |              |
| 42.          | 1954. június 20.     | Bázel, St. Jakob stadion (SUI)      | Magyarország       | 8 – 3        | NSZK          | vb-csoportkör         | -            |              |
| 43.          | 1954. június 27.     | Bern, Wankdorfstadion (SUI)         | Magyarország       | 4 – 2        | Brazília      | vb-negyeddöntő        | -            |              |
| 44.          | 1954. június 30.     | Lausanne, Olimpiai Stadion (SUI)    | Magyarország       | 4 – 2        | Uruguay       | vb-elődöntő           | -            |              |
| 45.          | 1954. július 4.      | Bern, Wankdorf Stadion (SUI)        | NSZK               | 3 – 2        | Magyarország  | vb-döntő              | -            |              |
| 46.          | 1954. szeptember 19. | Budapest, Népstadion                | Magyarország       | 5 – 1        | Románia       | barátságos            | -            |              |
| 47.          | 1954. szeptember 26. | Moszkva, Dinamo-stadion             | Szovjetunió        | 1 – 1        | Magyarország  | barátságos            | -            |              |
| 48.          | 1954. október 10.    | Budapest, Népstadion                | Magyarország       | 3 – 0        | Svájc         | barátságos            | -            |              |
| 49.          | 1954. október 24.    | Budapest, Népstadion                | Magyarország       | 4 – 1        | Csehszlovákia | barátságos            | -            |              |
| 50.          | 1954. november 14.   | Budapest, Népstadion                | Magyarország       | 4 – 1        | Ausztria      | barátságos            | -            |              |
| 51.          | 1954. december 8.    | Glasgow, Hampden Park               | Skócia             | 2 – 4        | Magyarország  | barátságos            | -            |              |
| 52.          | 1955. április 24.    | Bécs, Práter-stadion                | Ausztria           | 2 – 2        | Magyarország  | Európa-kupa           | -            |              |
| 53.          | 1955. május 8.       | Oslo, Ullevaal Stadion              | Norvégia           | 0 – 5        | Magyarország  | barátságos            | -            |              |
| 54.          | 1955. május 11.      | Stockholm, Råsunda Stadion          | Svédország         | 3 – 7        | Magyarország  | barátságos            | -            |              |
| 55.          | 1955. május 15.      | Koppenhága, Boldklub-pálya          | Dánia              | 0 – 6        | Magyarország  | barátságos            | -            |              |
| 56.          | 1955. május 19.      | Helsinki, Olimpiai Stadion          | Finnország         | 1 – 9        | Magyarország  | barátságos            | -            |              |
| 57.          | 1955. május 29.      | Budapest, Népstadion                | Magyarország       | 3 – 1        | Skócia        | barátságos            | -            |              |
| 58.          | 1955. szeptember 17. | Lausanne, Olimpiai Stadion          | Svájc              | 4 – 5        | Magyarország  | Európa-kupa           | -            |              |
| 59.          | 1955. szeptember 25. | Budapest, Népstadion                | Magyarország       | 1 – 1        | Szovjetunió   | barátságos            | -            |              |
| 60.          | 1955. október 2.     | Prága, Strahov-stadion              | Csehszlovákia      | 1 – 3        | Magyarország  | Európa-kupa           | -            |              |
| 61.          | 1955. október 16.    | Budapest, Népstadion                | Magyarország       | 6 – 1        | Ausztria      | Európa-kupa           | -            |              |
| 62.          | 1955. november 13.   | Budapest, Népstadion                | Magyarország       | 4 – 2        | Svédország    | barátságos            | -            |              |
| 63.          | 1955. november 27.   | Budapest, Népstadion                | Magyarország       | 2 – 0        | Olaszország   | Európa-kupa           | -            |              |
| 64.          | 1956. február 19.    | Isztambul                           | Törökország        | 3 – 1        | Magyarország  | barátságos            | -            |              |
| 65.          | 1956. február 29.    | Bejrút                              | Libanon            | 1 – 4        | Magyarország  | barátságos            | -            |              |
| 66.          | 1956. április 29.    | Budapest, Népstadion                | Magyarország       | 2 – 2        | Jugoszlávia   | Európa-kupa           | -            |              |
| 67.          | 1956. május 20.      | Budapest, Népstadion                | Magyarország       | 2 – 4        | Csehszlovákia | Európa-kupa           | -            |              |
| 68.          | 1956. június 3.      | Brüsszel, Heysel Stadion            | Belgium            | 5 – 4        | Magyarország  | barátságos            | -            |              |
| 69.          | 1956. június 9.      | Lisszabon, Luz Stadion              | Portugália         | 2 – 2        | Magyarország  | barátságos            | -            |              |
|              | Összesen             |                                     |                    | -            | mérkőzés      |                       | -            | gól          |

## Művei
- Magyar labdarúgás; bev. Barcs Sándor; Sport, Bp., 1955
- A magyar sport kérdései; Magyar Újságírók Országos Szövetsége, Bp., 1955 (Újságírók szakmai előadásai és vitái)
- Örömök és csalódások. Egy sportvezető emlékei; Gondolat, Bp., 1981 ISBN 963-281-028-7